# Club Atlético San Carlos
El Club Atlético San Carlos, más conocido como "San Carlos" es un club uruguayo de fútbol departamental en la ciudad homónima. Fue fundado el 19 de noviembre de 1919. Aunque algunas personas sostienen que puede ser anterior a esa fecha. Participó en la Liga Carolina ganándola en 10 ocasiones (dos tricampeonatos en 1951-53 y 1975-77) hasta el año 1994. En el año 1995 La Liga Carolina se une con la Liga Capital para formar la Liga Mayor de Fútbol obteniendo otros 8 títulos (y un nuevo tricampeonato en 2009-2011)
En la actualidad milita en la Liga Mayor de Fútbol de Maldonado, durante los años 2009 y 2012 obtuvo por cuatro años consecutivos el campeonato en Cat. Sub-20. En 2017 logró la Copa el País, máxima competencia de la OFI.
También ganó en dos ocasiones la Copa Nacional de Clubes OFI, conocida popularmente como Copa del Interior, en los años 1999 y 2013 y fue vicecampeón del torneo los años 1983,1984 y 2015.

## Palmarés
- Copa El País (2): 1999, 2013.
- Campeonato del Este (3): 1982, 1983, 1984.
- Torneo Departamental (6): 1953, 1956, 1975, 1981, 1982, 1989.
- Liga Carolina (10): 1951, 1952, 1953, 1955, 1958, 1968, 1972, 1975, 1976, 1977.
- Liga Mayor de Fútbol (9): 2004, 2007, 2009, 2010, 2011, 2013, 2015, 2017, 2024.

## Participación
| Año           | Liga | Posición |
| ------------- | ---- | -------- |
| 1951 Detalles | LCF  | 1º       |
| 1952 Detalles | LCF  | 1º       |
| 1953 Detalles | LCF  | 1º       |
| 1954 Detalles | LCF  |          |
| 1955 Detalles | LCF  | 1º       |
| 1956 Detalles | LCF  |          |
| 1957 Detalles | LCF  |          |
| 1958 Detalles | LCF  | 1º       |
| 1959 Detalles | LCF  |          |
| 1960 Detalles | LCF  |          |
| 1961 Detalles | LCF  |          |
| 1962 Detalles | LCF  |          |
| 1963 Detalles | LCF  |          |
| 1964 Detalles | LCF  |          |
| 1965 Detalles | LCF  |          |
| 1966 Detalles | LCF  |          |
| 1967 Detalles | LCF  |          |
| 1968 Detalles | LCF  | 1º       |
| 1969 Detalles | LCF  |          |
| 1970 Detalles | LCF  |          |
| 1971 Detalles | LCF  |          |
| 1972 Detalles | LCF  | 1º       |

| Año           | Liga | Posición |
| ------------- | ---- | -------- |
| 1973 Detalles | LCF  |          |
| 1974 Detalles | LCF  |          |
| 1975 Detalles | LCF  | 1º       |
| 1976 Detalles | LCF  | 1º       |
| 1977 Detalles | LCF  | 1º       |
| 1978 Detalles | LCF  |          |
| 1979 Detalles | LCF  |          |
| 1980 Detalles | LCF  |          |
| 1981 Detalles | LCF  |          |
| 1982 Detalles | LCF  |          |
| 1983 Detalles | LCF  |          |
| 1984 Detalles | LCF  |          |
| 1985 Detalles | LCF  |          |
| 1986 Detalles | LCF  |          |
| 1987 Detalles | LCF  |          |
| 1988 Detalles | LCF  |          |
| 1989 Detalles | LCF  |          |
| 1990 Detalles | LCF  |          |
| 1991 Detalles | LCF  |          |
| 1992 Detalles | LCF  |          |
| 1993 Detalles | LCF  |          |
| 1994 Detalles | LCF  |          |

| Año           | Liga                   | Posición |
| ------------- | ---------------------- | -------- |
| 1995 Detalles | LMFM- Primera División | 3º       |
| 1996 Detalles | LMFM- Primera División | 3º       |
| 1997 Detalles | LMFM- Primera División | 3º       |
| 1998 Detalles | LMFM- Primera División | 3º       |
| 1999 Detalles | LMFM- Primera División | 6º       |
| 2000 Detalles | LMFM- Primera División | 3º       |
| 2001 Detalles | LMFM- Primera División | 6º       |
| 2002 Detalles | LMFM- Primera División | 5º       |
| 2003 Detalles | LMFM- Primera División | 2º       |
| 2004 Detalles | LMFM- Primera División | 1º       |
| 2005 Detalles | LMFM- Primera División | 2º       |
| 2006 Detalles | LMFM- Primera División | 4º       |
| 2007 Detalles | LMFM- Primera División | 1º       |
| 2008 Detalles | LMFM- Primera División | 3º       |
| 2009 Detalles | LMFM- Primera División | 1º       |
| 2010 Detalles | LMFM- Primera División | 1º       |
| 2011 Detalles | LMFM- Primera División | 1º       |
| 2012 Detalles | LMFM- Primera División | 3º       |
| 2013 Detalles | LMFM- Primera División | 1º       |
| 2014 Detalles | LMFM- Primera División | 5º       |
| 2015 Detalles | LMFM- Primera División | 1º       |
| 2016 Detalles | LMFM- Primera División | 6º       |